# Kudoa sebastea
Kudoa sebastea is een microscopische parasiet uit de familie Kudoidae. Kudoa sebastea werd in 2004 beschreven door Aseeva. 